# Янгаул
Янгаул — упразднённый в 2006 году посёлок в Орджоникидзевском районе города Уфы Республики Башкортостан Российской Федерации. В 1997—2006 в составе г. Уфа. Жили башкиры (1959).

## География
Располагался между городами Уфой и Благовещенском.

### Географическое положение
Расстояние, по данным на 1 января 1969 года, до:
- районного центра (Благовещенск): 20 км,
- центра сельсовета (Старые  Турбаслы): 3 км,
- ближайшей ж/д станции (Загородная): 3 км,

## История
Основан, предположительно, в 1930-е гг.
До 1996 года в составе Благовещенского района.
Включён в 1997 году в составе Турбаслинского сельсовета в Орджоникидзевский район Уфы. Состав: Старые Турбаслы, Аркаул.
Янгаул упразднён и исключён из учётных данных с 2006 года.

## Население
По Всесоюзной переписи 1939 года проживали 49 человек, из них 24 мужчины, 29 женщин. По Всесоюзной переписи 1959 года — 42 человека, из них 17 мужчин, 25 женщин. По Всесоюзной переписи 1970 года — 59 человек, из них 27 мужчин, 32 женщин. На 1 января 1969 года — 53 жителя, преимущественно башкиры. В 1979 — 90, в 1989—107 человек.

## Транспорт
Был доступен автомобильным и железнодорожным транспортом.